# Шульц-Маккарти, Бренда
Бре́нда Шульц-Макка́рти (нидерл. Brenda Schultz McCarthy; р. 28 декабря 1970, Харлем) — нидерландская профессиональная теннисистка, победительница 16 турниров WTA (семь — в одиночном разряде).

## Спортивная карьера

### Начало карьеры
Бренда Шульц начала играть в теннис с девяти лет. В 1986 году она приняла участие в своём первом профессиональном турнире, проходившем в Будапеште под эгидой ITF. В январе 1987 года она уже выиграла в Чикаго свой первый турнир ITF, а в августе впервые попала в основную сетку турнира Большого шлема на Открытом чемпионате США, успешно преодолев квалификационный этап.
В феврале 1988 года Шульц дошла до финала турнира WTA в Оклахома-Сити, победив посеянных седьмой и третьей Яну Новотну и Рафаэллу Реджи, и впервые заняла место в первой сотне рейтинга WTA. После выхода в апреле в финал турнира WTA в Тайбэе она вошла в число 50 сильнейших теннисисток мира, а затем дошла до четвёртого круга Открытого чемпионата Франции, где её остановила пятая ракетка мира Габриэла Сабатини. В смешанном парном разряде она добилась ещё более впечатляющего успеха, пробившись с соотечественником Михилом Схаперсом в финал, где они проиграли Лори Макнил и Хорхе Лосано. После этого, однако, она практически не выступала до конца сезона, проведя всего девять матчей в одиночном разряде. Между Уимблдонским турниром и Открытым чемпионатом США она не выступала совсем. Тем не менее, она сохранила за собой место в Top-50 до конца года, а на самом Уимблдоне стала чемпионкой среди девушек. В декабре она впервые сыграла за сборную Нидерландов в матче с испанками, но уступила Аранче Санчес.
В 1989 году в Тампе Шульц выиграла свой первый турнир WTA в парном разряде, а затем дошла до полуфинала Открытого чемпионата Франции в паре с венгерской теннисисткой Темешвари, обыграв по пути четвёртую и пятую посеянные пары. В итоге их обыграла вторая пара турнира — Наталья Зверева и Лариса Савченко. На Уимблдоне они дошли до четвертьфинала, победив восьмую посеянную пару и проиграв только безоговорочным лидерам парного тенниса Навратиловой и Шрайвер. В октябре Шульц вошла в число 50 лучших теннисисток мира в парах. В одиночном разряде она уже в январе дошла до финала турнира WTA в Брисбене и до четвёртого круга Открытого чемпионата Австралии, но развить успех не сумела и с трудом к концу года удержалась в первой сотне рейтинга.
В 1990 году в паре с Темешвари Шульц вышла в полуфинал Открытого чемпионата Австралии и четвертьфинала Открытого чемпионата Франции, а в конце года с Каролин Вис до финала турнира в Нашвилле. В одиночном разряде её лучшими достижениями были четвёртый круг на Уимблдоне и полуфинал в Брисбене. Тем не менее по итогам сезона ей удалось вернуться в Top-50. На следующий год она снова пробилась в четвёртый круг Уимблдона, победив Новотну, седьмую ракетку мира. В августе в Скенектади она выиграла свой первый турнир WTA в одиночном разряде и снова по итогам года заняла место в числе 50 лучших теннисисток мира. В парах она не добилась значительных успехов и выбыла из первой сотни.
В 1992 году Шульц во второй раз в карьере дошла до полуфинала Открытого чемпионата Австралии, теперь с американкой Стефани Рее, победив по пути седьмую и третью посеянные пары. Затем они дошли до полуфинала на турнире I категории в Майами, проиграв только будущим победительницам, посеянным первыми Аранче Санчес и Ларисе Савченко-Нейланд, и на турнире II категории в Амелия-Айленд, где их также остановили будущие победительницы Санчес и Зверева. В дальнейшем парный сезон был менее удачным, и к его концу Шульц снова оказалась за пределами первой сотни в рейтинге. В одиночном разряде она выиграла свой второй турнир WTA в Бирмингеме, а потом дошла до финала в Палермо и Скенектади, сохранив третий год подряд место в числе 50 лучших теннисисток мира. На Олимпиаде в Барселоне она выступала как в одиночном разряде (поражение во втором круге от посеянной первой Штеффи Граф), так и в парах (поражение в первом круге от будущих чемпионок Джиджи и Мэри-Джо Фернандес).
В 1993 году Шульц выиграла турнир WTA в Таранто, а на Открытом чемпионате Германии дошла до четвертьфинала после победы над седьмой ракеткой мира Дженнифер Каприати. На Открытом чемпионате Франции она дошл до четвёртого круга после победы над посеянной десятой Мануэлой Малеевой-Франьер. В итоге она четвёртый год подряд закончила в Top-50 рейтинга WTA. В паре с Дебби Грэм она дошла до полуфинала турнира в Майами, победив первую пару мира Наталью Звереву и Джиджи Фернандес, затем они выиграли турнир в Таранто, а после него дошли до финала Открытого чемпионата Германии, первого финала турнира I категории в карьере Шульц.

### Пик карьеры
1994 год знаменовал собой прорыв в карьере Шульц. Хорошая игра в одиночном разряде позволила ей к ноябрю войти в число 20 лучших теннисисток мира. За год она четырежды доходила до финала в турнирах WTA, в том числе и на Открытом чемпионате Германии, где она проиграла Штеффи Граф, а в Майами она вышла в полуфинал после победы над Санчес, второй ракеткой мира. В конце года в Филадельфии она нанесла поражение ещё одной сопернице из первой десятки, Линдсей Дэвенпорт. По итогам года она попала в финальный турнир сезона, но в первом же круге уступила посеянной первой Граф. В парах она вернулась в сотню сильнейших благодаря удачным выступлениям с Габриэлой Сабатини. Вместе они дошли до финалов Открытого чемпионата Италии и турнира в Филадельфии, оба раза проиграв только Зверевой и Фернандес, первой паре мира.
За 1995 год Шульц (с апреля, когда она вышла замуж за игрока в американский футбол Шона Маккарти, выступавшая под двойной фамилией) выиграла по два турнира WTA в одиночном и парном разряде, в том числе с Сабатини Открытый чемпионат Канады, свой первый турнир I категории. С Сабатини она также дошла до полуфинала на Уимблдоне, проиграв посеянным вторыми Новотной и Санчес, а потом на Открытом чемпионате США с Ренне Стаббз попала в единственный в карьере финал турнира Большого шлема, победив Новотну и Санчес в четвертьфинале, а в финале проиграв Зверевой и Фернандес. В одиночном разряде она показала на Уимблдоне и Открытом чемпионате США свои лучшие результаты в турнирах Большого шлема, дойдя в обоих случаях до четвертьфинала, в том числе в Нью-Йорке после победы над шестой ракеткой мира Кимико Датэ. По итогам сезона она попала в финальный турнир года как в одиночном разряде (где дошла до полуфинала после побед над посеянной седьмой Новотной и посеянной второй Кончитой Мартинес), так и в паре с Сабатини (проиграли в первом же матче). По ходу сезона Шульц-Маккарти поднималась до седьмого места в рейтинге в парном разряде и до 13 места в одиночном.
В 1996 году, после второй в карьере победы в Оклахома-Сити, Шульц-Маккарти поднялась на высшее в одиночной карьере девятое место в рейтинге, но закрепиться в первой десятке не смогла. В итоге она второй год подряд закончила год на 13 месте и в третий раз сыграла в итоговом турнире, правда, опять вылетев в первом же круге. В парах она победила с четырьмя разными партнёршами на пяти турнирах WTA, но не сумела вернуться в первую десятку из-за неудачных выступлений в турнирах Большого шлема (ей даже пришлось пропустить Уимблдон). На Олимпиаде в Атланте они с Манон Боллеграф дошли до полуфинала, проиграв там действующим и будущим чемпионкам — Джиджи и Мэри-Джо Фернандес, а в матче за третье место уступили испанкам Мартинес и Санчес. В одиночном разряде Шульц-Маккарти проиграла в третьем круге Санчес, ставшая в итоге вице-чемпионкой Олимпиады.
В 1997 году Шульц-Маккарти выиграла один турнир в одиночном разряде, а на турнире в Хилтон-Хед-Айленд на пути в полуфинал переиграла двух соперниц из первой десятки — Новотну и Дэвенпорт. На турнире в Истбурне она победила вторую ракетку мира Монику Селеш. На четвёртом подряд итоговом турнире года она на этот раз проиграла в первом круге первой ракетке мира Мартине Хингис. В парном разряде она один раз, в Ганновере с Ларисой Нейланд, дошла до финала турнира. Она также пробилась с Люком Дженсеном в полуфинал Открытого чемпионата США в смешанном парном разряде, где они проиграли посеянным пятыми Манон Боллеграф и Рику Личу, будущим чемпионам. Но главный успех этого сезона пришёлся для неё на Кубок Федерации, где она со сборной Нидерландов дошла до финала. В финальном матче с командой Франции она принесла своей сборной очко, победив Мари Пьерс, но этого оказалось мало, и француженки победили 4-1.

### Уход и возвращение
В 1998 году Шульц-Маккарти пришлось уже в мае прервать неудачно начатый сезон, чтобы сделать операцию ущемлённого позвоночного диска. Она вернулась на корт только к следующему Открытому чемпионату Франции, но проиграла в первом же круге, а в дальнейшем боли в спине не позволили ей участвовать в соревнованиях.
После нескольких лет, проведенных в качестве директора детского теннисного лагеря в Виргинии, Шульц-Маккарти вернулась на корт в 2005 году, чтобы принять участие в матчах Кубка Федерации за сборную Нидерландов. Она выиграла в Первой европейско-африканской группе три встречи из четырёх, в которых участвовала. После этого с 2006 по 2008 год она провела ряд матчей в турнирах WTA и ITF, будучи одной из самых возрастных теннисисток среди выступавших в эти годы. Её лучшим результатом в это время стала победа на турнире ITF в Сербитоне. В конце 2008 года она завершила карьеру в одиночном разряде.
В дальнейшем Шульц-Маккарти продолжила выступления на нескольких турнирах ITF в парном разряде в 2013 и 2016 году, но не смогла выиграть ни одного матча в основной сетке турниров. В июне 2016 года теннисистка завершила свою профессиональную карьеру.

## Стиль игры
Бренду Шульц отличала на корте очень мощная подача. С 1990 по 1997 год она оставалась обладательницей самой быстрой подачи среди участниц WTA-тура. На Уимблдонском турнире 1997 года один из мячей она подала со скоростью почти 198 км/ч, что до 1999 года оставалось третьим показателем за всю историю женского профессионального тенниса. В 2006 году она побила рекорд скорости подачи в отборочном круге на турнире в Цинциннати, послав мяч со скоростью 209 км/ч.

## Рейтинг в конце года
| Год        | Одиночный разряд | Парный разряд |
| ---------- | ---------------- | ------------- |
| 2008       | 362              | -             |
| 2007       | 199              | -             |
| 2006       | 296              | -             |
| 1999— 2005 | -                | -             |
| 1998       | 181              | -             |
| 1997       | 15               | 102           |
| 1996       | 13               | 36            |
| 1995       | 13               | 23            |
| 1994       | 15               | 45            |
| 1993       | 40               | 110           |
| 1992       | 33               | 136           |
| 1991       | 30               | 116           |
| 1990       | 43               | 72            |
| 1989       | 83               | 63            |
| 1988       | 40               | 172           |

## Участие в финалах турниров за карьеру (37)
| Легенда            |
| ------------------ |
| Большой шлем (2)   |
| Чемпионат WTA (0)  |
| I категория (5)    |
| II категория (5)   |
| III категория (11) |
| IV категория (7)   |
| V категория (6)    |

### Одиночный разряд (16)

#### Победы (7)
| №  | Дата        | Турнир                                          | Покрытие | Соперница в финале | Счёт в финале  |
| -- | ----------- | ----------------------------------------------- | -------- | ------------------ | -------------- |
| 1. | 25 авг 1991 | Скенектади, США                                 | Хард     | Алексия Дешом      | 7-65, 6-2      |
| 2. | 14 июн 1992 | Dow Chemical Classic, Бирмингем, Великобритания | Трава    | Дженни Бирн        | 6-2, 6-2       |
| 3. | 2 мая 1993  | Таранто, Италия                                 | Грунт    | Дебби Грэм         | 7-65, 6-2      |
| 4. | 19 фев 1995 | IGA Classic, Оклахома-Сити, США                 | Хард (i) | Елена Лиховцева    | 6-1, 6-2       |
| 5. | 5 ноя 1995  | Bell Challenge, Квебек, Канада                  | Хард (i) | Доминик Монами     | 7-65, 6-2      |
| 6. | 25 фев 1996 | IGA Classic, Оклахома-Сити (2)                  | Хард (i) | Аманда Кётцер      | 6-3, 6-2       |
| 7. | 26 окт 1997 | Bell Challenge, Квебек (2)                      | Хард (i) | Доминик ван Рост   | 6-4, 6-74, 7-5 |

#### Поражения (9)
| №  | Дата        | Турнир                                 | Покрытие  | Соперница в финале | Счёт в финале  |
| -- | ----------- | -------------------------------------- | --------- | ------------------ | -------------- |
| 1. | 28 фев 1988 | VS of Oklahoma, Оклахома-Сити, США     | Ковёр (i) | Лори Макнил        | 3-6, 2-6       |
| 2. | 24 апр 1988 | Тайбэй, Тайвань                        | Ковёр (i) | Стефани Рее        | 4-6, 4-6       |
| 3. | 8 янв 1989  | Брисбен, Австралия                     | Хард      | Гелена Сукова      | 6-76, 6-76     |
| 4. | 12 июл 1992 | Международный турнир в Палермо, Италия | Грунт     | Мари Пьерс         | 1-6, 7-63, 1-6 |
| 5. | 30 авг 1992 | Скенектади, США                        | Хард (i)  | Барбара Риттнер    | 6-73, 3-6      |
| 6. | 27 фев 1994 | IGA Classic, Оклахома-Сити, США        | Хард (i)  | Мередит Макграт    | 6-76, 6-74     |
| 7. | 15 мая 1994 | Открытый чемпионат Германии, Берлин    | Грунт     | Штеффи Граф        | 6-76, 4-6      |
| 8. | 11 июл 1994 | Международный турнир в Палермо (2)     | Грунт     | Ирина Спырля       | 4-6, 6-1, 6-75 |
| 9. | 6 ноя 1994  | Bell Challenge, Квебек, Канада         | Ковёр (i) | Катерина Малеева   | 3-6, 3-6       |

### Парный разряд (19)

#### Победы (9)
| №  | Дата        | Турнир                                        | Покрытие  | Партнёр               | Соперницы в финале                   | Счёт в финале   |
| -- | ----------- | --------------------------------------------- | --------- | --------------------- | ------------------------------------ | --------------- |
| 1. | 23 апр 1989 | Тампа, США                                    | Грунт     | Андреа Темешвари      | Элиза Бёрджин Розалин Фербенк        | 7-66, 6-4       |
| 2. | 2 мая 1993  | Таранто, Италия                               | Грунт     | Дебби Грэм            | Петра Лангрова Мерседес Пас          | 6-0, 6-4        |
| 3. | 12 фев 1995 | Чикаго, США                                   | Ковёр (i) | Габриэла Сабатини     | Тами Уитлингер-Джонс Мериэнн Уэрделл | 5-7, 7-64, 6-4  |
| 4. | 27 авг 1995 | Открытый чемпионат Канады, Торонто            | Хард      | Габриэла Сабатини     | Ива Майоли Мартина Хингис            | 4-6, 6-0, 6-3   |
| 5. | 25 фев 1996 | IGA Classic, Оклахома-Сити, США               | Хард (i)  | Чанда Рубин           | Катрина Адамс Дебби Грэм             | 6-3, 6-2        |
| 6. | 19 мар 1996 | State Farm Evert Cup, Индиан-Уэллз, США       | Хард      | Чанда Рубин           | Жюли Алар-Декюжи Натали Тозья        | 6-1, 6-4        |
| 7. | 5 мая 1996  | Гамбург, Германия                             | Грунт     | Аранча Санчес-Викарио | Джиджи Фернандес Мартина Хингис      | 4-6, 7-610, 6-4 |
| 8. | 23 июн 1996 | Wilkinson Championships, Росмален, Нидерланды | Трава     | Лариса Нейланд        | Кристи Богерт Гелена Сукова          | 6-4, 7-67       |
| 9. | 27 окт 1996 | Bell Challenge, Квебек, Канада                | Хард (i)  | Дебби Грэм            | Кимберли По Эми Фрейзер              | 6-1, 6-4        |

#### Поражения (10)
| №   | Дата        | Турнир                                 | Покрытие  | Партнёр           | Соперницы в финале               | Счёт в финале  |
| --- | ----------- | -------------------------------------- | --------- | ----------------- | -------------------------------- | -------------- |
| 1.  | 16 июл 1989 | Аркашон, Франция                       | Грунт     | Мерседес Пас      | Патрисия Тарабини Сандра Чеккини | 3-6, 6-75      |
| 2.  | 10 ноя 1990 | Нашвилл, США                           | Хард (i)  | Каролин Вис       | Кэти Джордан Лариса Савченко     | 1-6, 2-6       |
| 3.  | 16 мая 1993 | Открытый чемпионат Германии, Берлин    | Грунт     | Дебби Грэм        | Наталья Зверева Джиджи Фернандес | 1-6, 3-6       |
| 4.  | 11 июл 1993 | Международный турнир в Палермо, Италия | Грунт     | Сильвия Фарина    | Карин Кшвендт Наталья Медведева  | 4-6, 6-74      |
| 5.  | 8 May 1994  | Открытый чемпионат Италии, Рим         | Грунт     | Габриэла Сабатини | Наталья Зверева Джиджи Фернандес | 1-6, 3-6       |
| 6.  | 13 ноя 1994 | Филадельфия, США                       | Ковёр (i) | Габриэла Сабатини | Наталья Зверева Джиджи Фернандес | 6-4, 4-6, 2-6  |
| 7.  | 19 фев 1995 | IGA Classic, Оклахома-Сити, США        | Хард (i)  | Катрина Адамс     | Николь Арендт Лаура Голарса      | 4-6, 3-6       |
| 8.  | 10 сен 1995 | Открытый чемпионат США, Нью-Йорк       | Хард      | Ренне Стаббз      | Наталья Зверева Джиджи Фернандес | 5-7, 3-6       |
| 9.  | 1 окт 1995  | Лейпциг, Германия                      | Ковёр (i) | Каролин Вис       | Мередит Макграт Лариса Нейланд   | 4-6, 4-6       |
| 10. | 23 фев 1997 | Faber Grand Prix, Ганновер, Германия   | Ковёр (i) | Лариса Нейланд    | Николь Арендт Манон Боллеграф    | 6-4, 3-6, 6-74 |

### Смешанный парный разряд (1)

#### Поражение (1)
| №  | Дата       | Турнир                     | Покрытие | Партнёр       | Соперники в финале       | Счёт в финале |
| -- | ---------- | -------------------------- | -------- | ------------- | ------------------------ | ------------- |
| 1. | 5 июн 1988 | Открытый чемпионат Франции | Грунт    | Михил Схаперс | Лори Макнил Хорхе Лосано | 5-7, 2-6      |

### Командные турниры (1)

#### Поражение (1)
| Год  | Турнир          | Покрытие  | Команда                                                        | Соперник в финале                              | Счёт в финале |
| ---- | --------------- | --------- | -------------------------------------------------------------- | ---------------------------------------------- | ------------- |
| 1997 | Кубок Федерации | Ковёр (i) | Нидерланды М. Боллеграф, К. Вис, М. Ореманс, Б. Шульц-Маккарти | Франция М. Пьерс, С. Тестю, Н. Тозья, А. Фусаи | 1-4           |